# Pascale Dauman
Pour les articles homonymes, voir Dauman.
Pascale Dauman (née Pascale Letellier le 18 septembre 1938 à Paris et morte dans cette même ville le 18 mars 2007), est une actrice et productrice française.
Elle était l'épouse du producteur Anatole Dauman mort en 1998.
Actrice, elle apparaît dans Baisers volés de François Truffaut, jouant le rôle d'une femme poursuivie par Antoine Doinel (Jean-Pierre Léaud) dans les rues de Paris. Elle apparaît également dans Merry-Go-Round de Jacques Rivette.
Elle est la productrice de Wim Wenders pour Paris, Texas et Les Ailes du désir, de Peter Greenaway pour Le Cuisinier, le voleur, sa femme et son amant, et de Raymond Depardon pour La Captive du désert, Délits flagrants et Paris.